# Toltec Butte
Toltec Butte är en kulle i Antarktis. Den ligger i Östantarktis. Australien gör anspråk på området. Toppen på Toltec Butte är 1 762 meter över havet.
Terrängen runt Toltec Butte är platt åt nordost, men åt sydväst är den kuperad. Trakten är glest befolkad. Närmaste befolkade plats är Odell Glacier Station, 2,1 kilometer öster om Toltec Butte. 